# 索伦野豌豆
索伦野豌豆（学名：Vicia geminiflora）是豆科野豌豆属的植物。分布在俄罗斯以及中国大陆的内蒙古、东北等地，生长于海拔500米的地区，多生长在河岸草丛，目前尚未由人工引种栽培。